# 5e étape du Tour d'Italie 2012
La 5e étape du Tour d'Italie 2012 s'est déroulée le jeudi 10 mai 2012, entre les villes de Modène et de Fano sur 209 km.

## Parcours de l'étape
Cette étape est favorable aux sprinteurs avec un parcours entièrement plat dans sa première partie avant une courte difficulté répertoriée au classement de la montagne, le "Gabicce Monte" au kilomètre 174, classé 4e catégorie.

## Déroulement de la course
Les Liquigas-Cannondale et les Astana accélèrent à 20 kilomètres de l'arrivée. L'opération ne piège aucun coureur visant le classement général, mais quelques sprinteurs et rouleurs : Tyler Farrar (Garmin-Barracuda), 2e du classement général au départ de l'étape, Thor Hushovd, Taylor Phinney, 5e du classement général ce matin, (BMC Racing), Roberto Ferrari (Androni Giocattoli-Venezuela), Juan José Haedo (Saxo Bank), Andrea Guardini (Farnese Vini-Selle Italia) et Theo Bos (Rabobank), notamment. Mark Cavendish (Sky) s'impose au sprint, en devançant Matthew Goss (Orica-GreenEDGE), qui conserve son maillot rouge, et Daniele Bennati (RadioShack-Nissan). Les 17 premiers coureurs franchissent la ligne 5 secondes avant le reste du peloton. Au classement général, Ramūnas Navardauskas (Garmin-Barracuda) est toujours en rose, désormais 5 secondes devant son coéquipier Robert Hunter. Goss et Cavendish font leur entrée parmi les cinq premiers au classement général, à 13 et 14 secondes du maillot rose.

## Classement de l'étape
|    | Coureur              | Pays           | Équipe                    |    | Temps           |
| -- | -------------------- | -------------- | ------------------------- | -- | --------------- |
| 1  | Mark Cavendish       | Royaume-Uni    | Sky                       | en | 4 h 43 min 15 s |
| 2  | Matthew Goss         | Australie      | Orica-GreenEDGE           | +  | m.t             |
| 3  | Daniele Bennati      | Italie         | RadioShack-Nissan         |    | m.t             |
| 4  | Robert Hunter        | Afrique du Sud | Garmin-Barracuda          |    | m.t             |
| 5  | Sacha Modolo         | Italie         | Colnago-CSF Inox          |    | m.t             |
| 6  | Alexander Kristoff   | Norvège        | Katusha                   |    | m.t             |
| 7  | Elia Favilli         | Italie         | Farnese Vini-Selle Italia |    | m.t             |
| 8  | Manuel Belletti      | Italie         | AG2R La Mondiale          |    | m.t             |
| 9  | Arnaud Démare        | France         | FDJ-BigMat                |    | m.t             |
| 10 | Jonas Aaen Jørgensen | Danemark       | Saxo Bank                 |    | m.t             |

## Classement général
|    | Coureur               | Pays           | Équipe           |    | Temps            |
| -- | --------------------- | -------------- | ---------------- | -- | ---------------- |
| 1  | Ramūnas Navardauskas  | Lituanie       | Garmin-Barracuda | en | 14 h 45 min 13 s |
| 2  | Robert Hunter         | Afrique du Sud | Garmin-Barracuda | +  | 5 s              |
| 3  | Ryder Hesjedal        | Canada         | Garmin-Barracuda |    | 11 s             |
| 4  | Matthew Goss          | Australie      | Orica-GreenEDGE  |    | 13 s             |
| 5  | Mark Cavendish        | Royaume-Uni    | Sky              |    | 14 s             |
| 6  | Geraint Thomas        | Royaume-Uni    | Sky              |    | 16 s             |
| 7  | Manuele Boaro         | Italie         | Saxo Bank        |    | 19 s             |
| 8  | Christian Vande Velde | États-Unis     | Garmin-Barracuda |    | 26 s             |
| 9  | Joaquim Rodríguez     | Espagne        | Katusha          |    | 30 s             |
| 10 | Alexander Kristoff    | Norvège        | Katusha          |    | 30 s             |

## Classements annexes

### Classement par points
|   | Cycliste       | Pays        | Équipe           | Points |
| - | -------------- | ----------- | ---------------- | ------ |
| 1 | Matthew Goss   | Australie   | Orica-GreenEDGE  | 65     |
| 2 | Mark Cavendish | Royaume-Uni | Sky              | 53     |
| 3 | Tyler Farrar   | États-Unis  | Garmin-Barracuda | 30     |

### Classement du meilleur grimpeur
|   | Cycliste             | Pays     | Équipe                    | Points |
| - | -------------------- | -------- | ------------------------- | ------ |
| 1 | Alfredo Balloni      | Italie   | Farnese Vini-Selle Italia | 6      |
| 2 | Pierpaolo De Negri   | Italie   | Farnese Vini-Selle Italia | 3      |
| 3 | Ramūnas Navardauskas | Lituanie | Garmin-Barracuda          | 2      |

### Classement du meilleur jeune
|   | Cycliste             | Pays     | Équipe           |    | Temps            |
| - | -------------------- | -------- | ---------------- | -- | ---------------- |
| 1 | Ramūnas Navardauskas | Lituanie | Garmin-Barracuda | en | 14 h 45 min 13 s |
| 2 | Manuele Boaro        | Italie   | Saxo Bank        | +  | 19 s             |
| 3 | Alexander Kristoff   | Norvège  | Katusha          |    | 30 s             |

### Classement par équipes

#### Classement au temps
|   | Équipe            | Pays       |    | Temps            |
| - | ----------------- | ---------- | -- | ---------------- |
| 1 | Garmin-Barracuda  | États-Unis | en | 43 h 01 min 35 s |
| 2 | BMC Racing        | États-Unis | +  | 36 s             |
| 3 | RadioShack-Nissan | Luxembourg |    | 45 s             |

#### Classement aux points
|   | Équipe           | Pays       | Points |
| - | ---------------- | ---------- | ------ |
| 1 | Garmin-Barracuda | États-Unis | 153    |
| 2 | Orica-GreenEDGE  | Australie  | 118    |
| 3 | FDJ-BigMat       | France     | 89     |